# Donja Bišnjaklostret
Donja Bišnjaklostret (serbisk kyrilliska: Манастир Бишња; latinska: Manastir Bišnja; kyrkslaviska: Монасты́рь Бишнѧ) är ett serbisk-ortodoxt kloster beläget i byn Donja Bišnja, 5 kilometer från staden Derventa i Serbiska republiken i Bosnien och Hercegovina.
Klostret är helgat åt högtiden Guds Moders Beskydd och tillhör Zvornik och Tuzla stift.

## Historik
Donja Bišnjaklostrets klosterkyrka började att byggas år 2002 och stod klar 2005. Den invigdes den 18 juni 2006.
Den byggdes med hjälp av ekonomiskt stöd från Ratko Đekić från San Diego, Kalifornien, USA.

## Klosterkyrkan
- Ovanför ingången till klosterkyrkan finns en mosaik föreställande Jungfru Maria (Guds moder).[3]

- Klocktornet har tre klockor.[3]

## Bilder

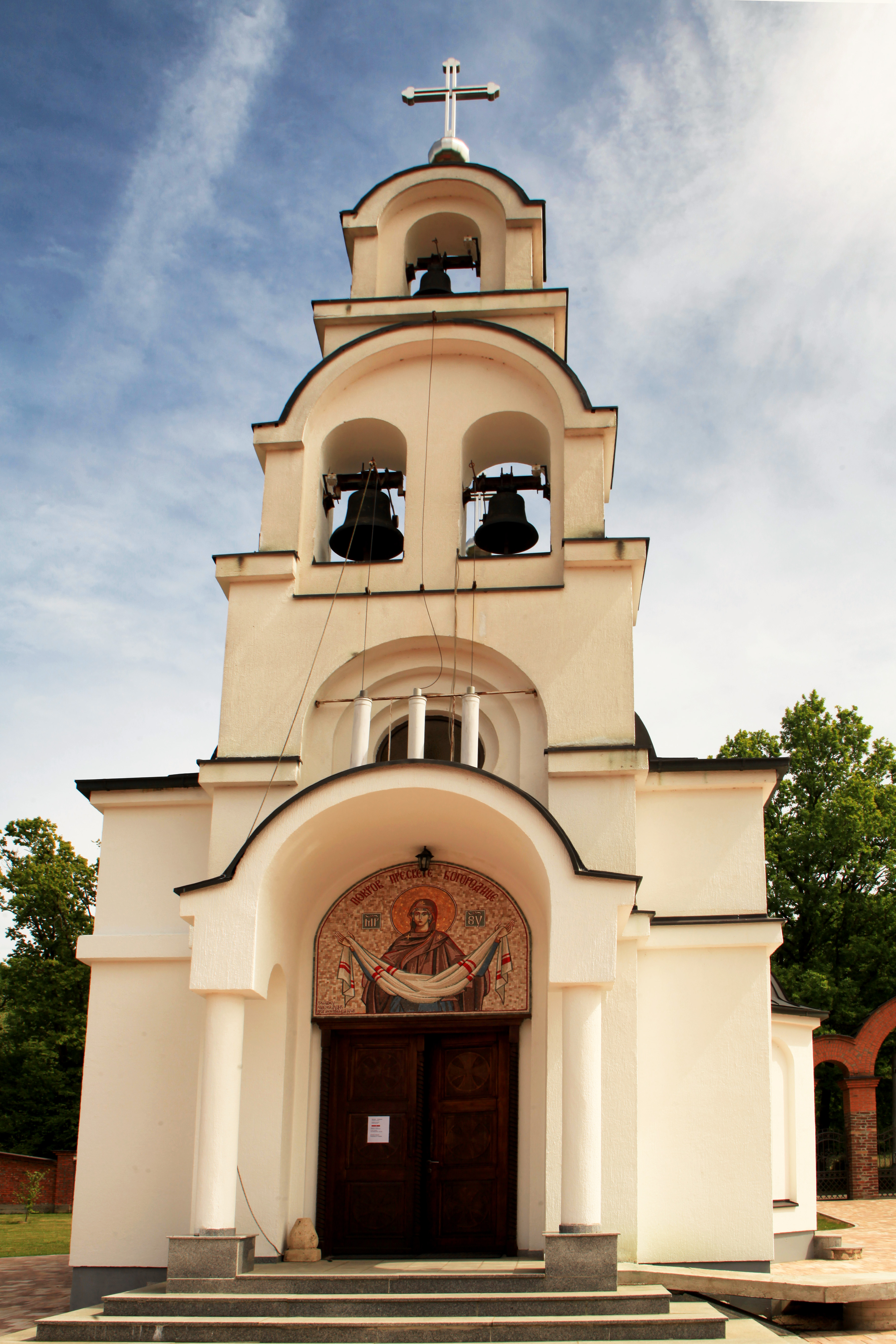
Entrén till klosterkyrkan.
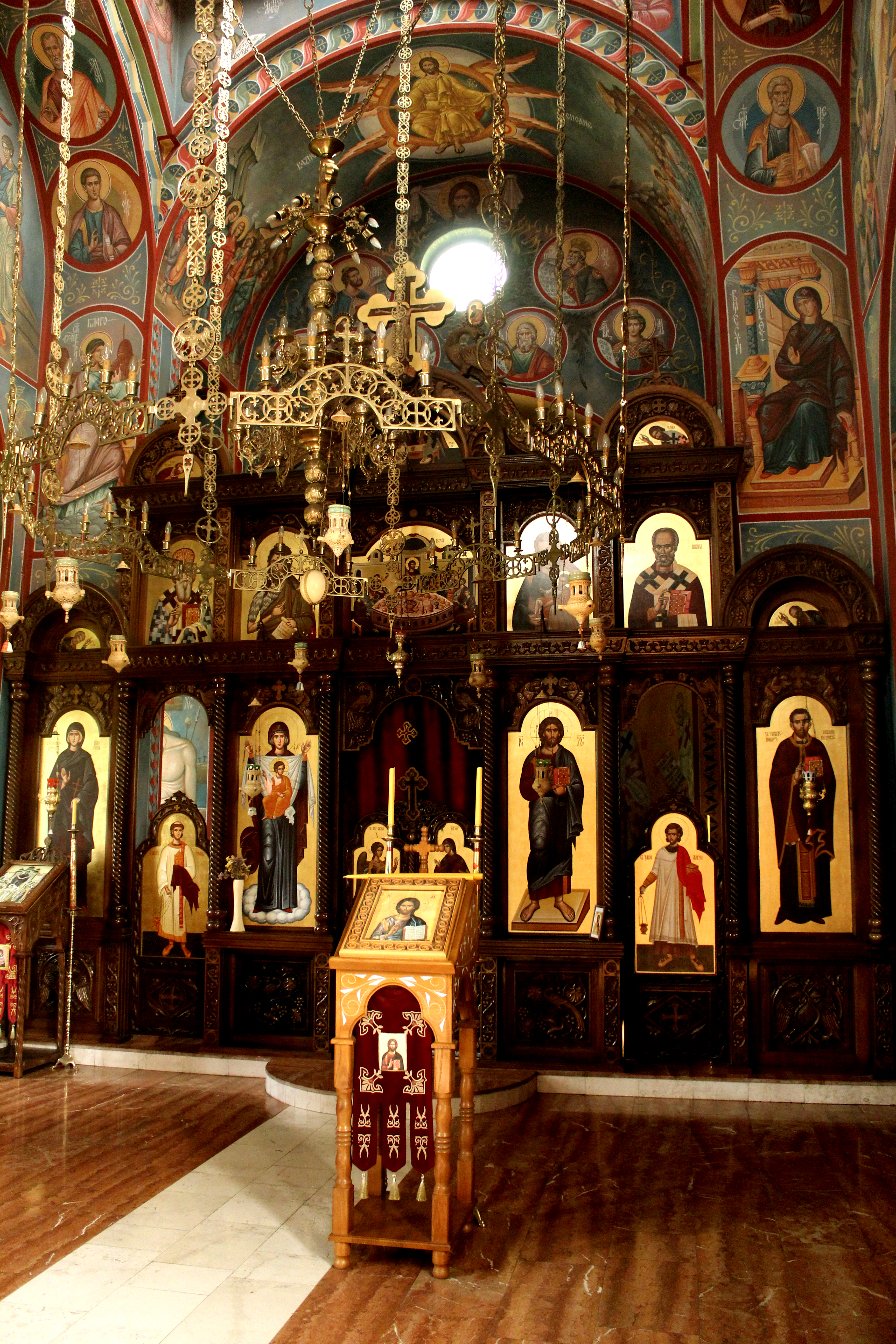
Kyrkans interiör mot ikonostasen.
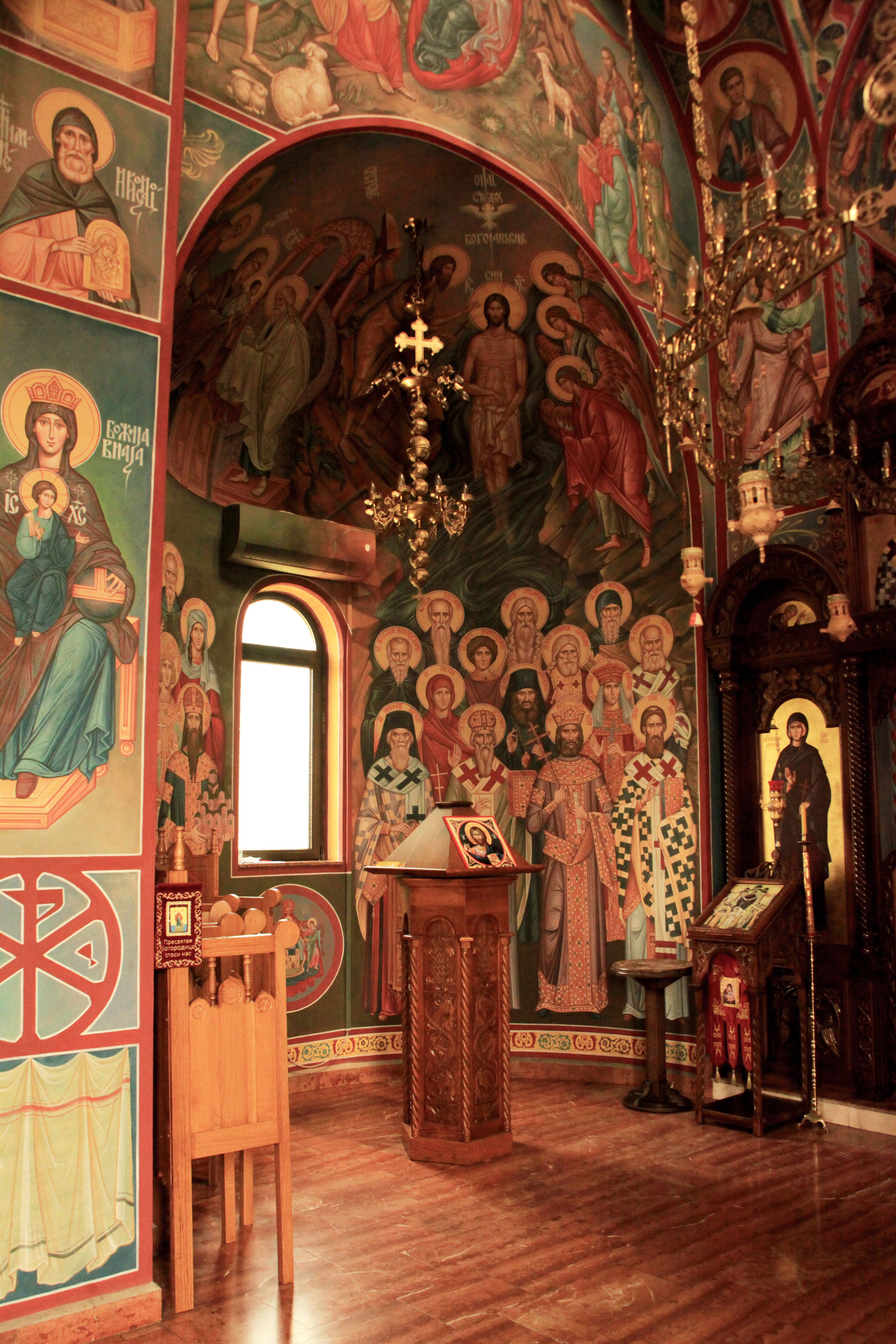
Interiören.
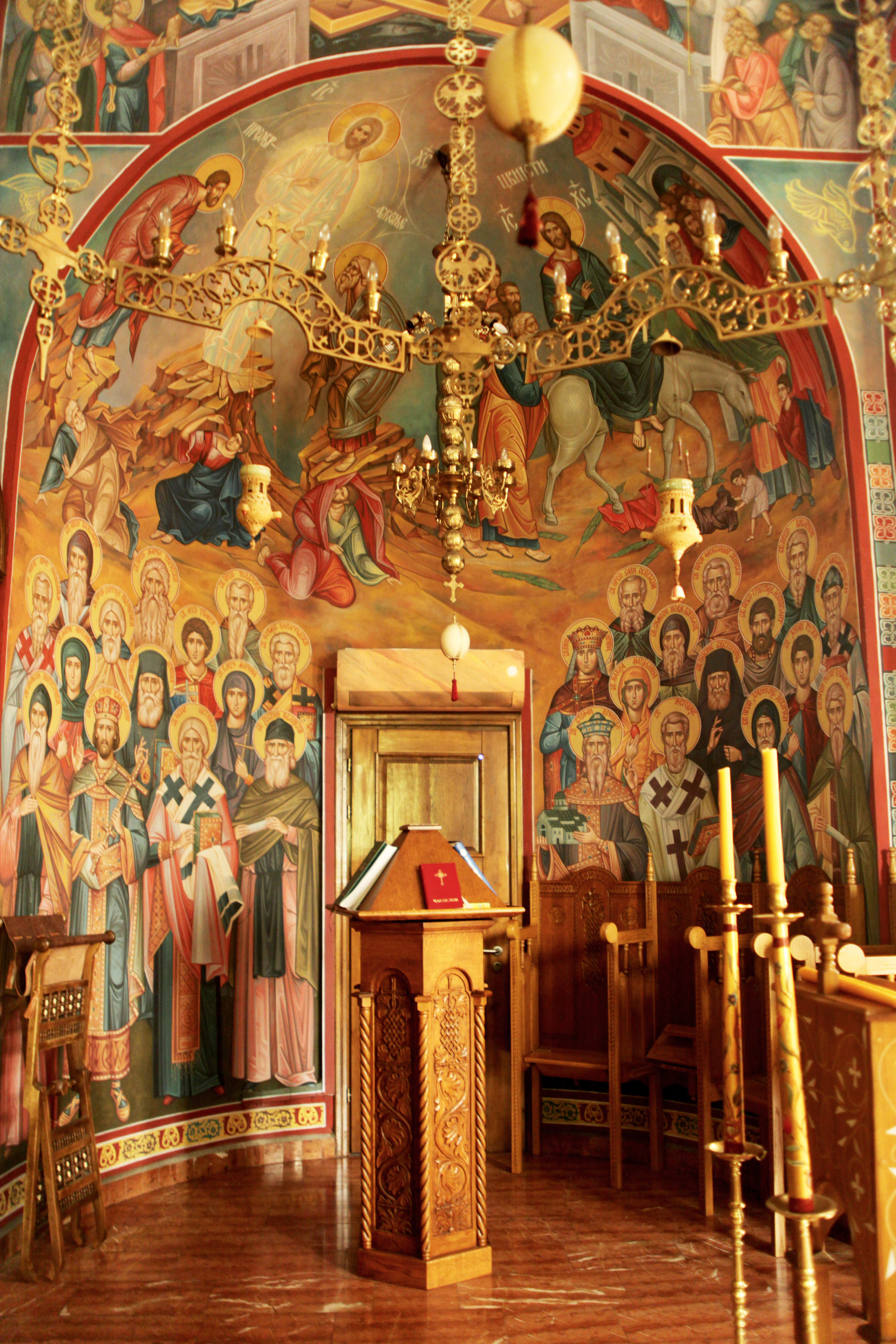
Interiören.
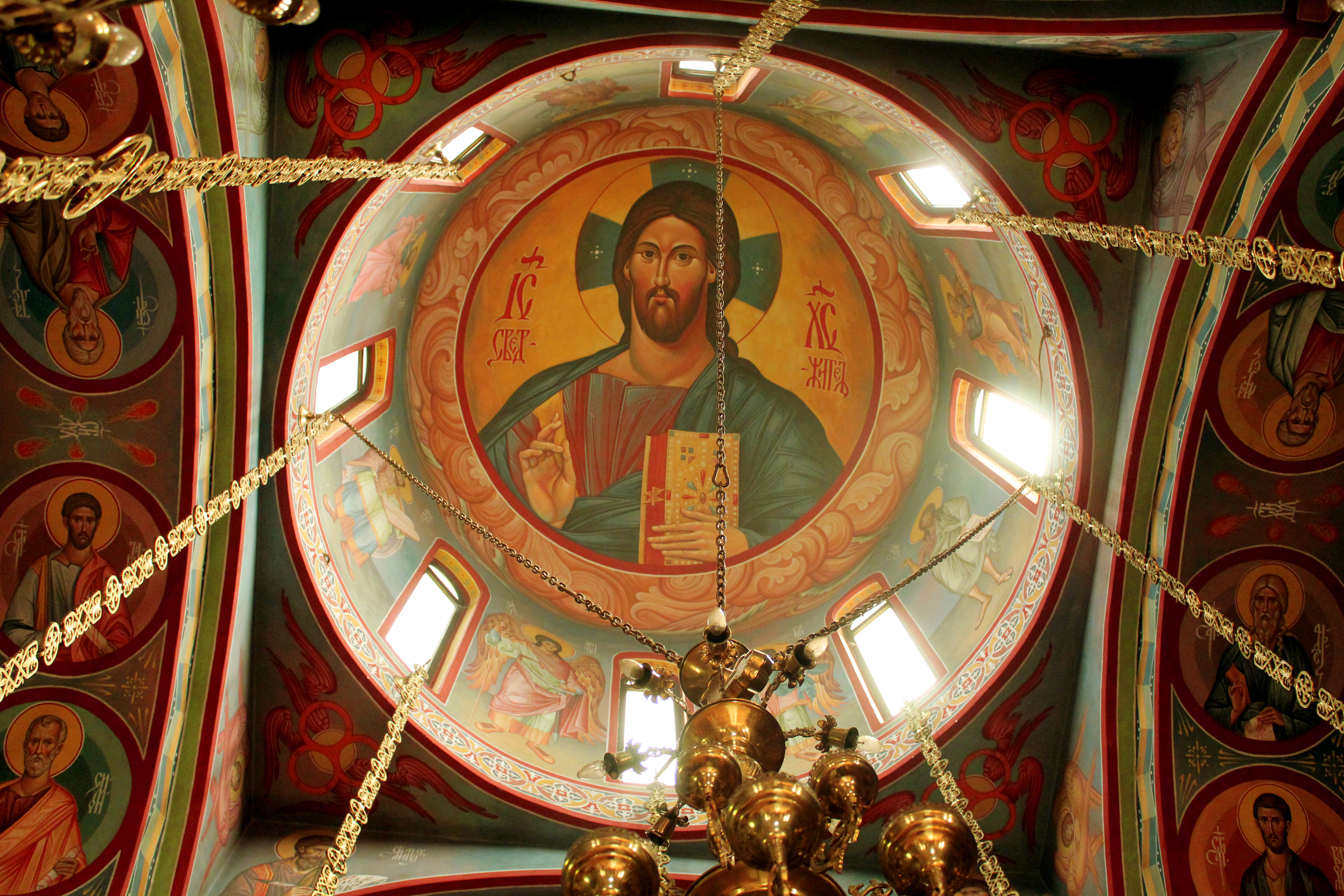
Kupolen inifrån.
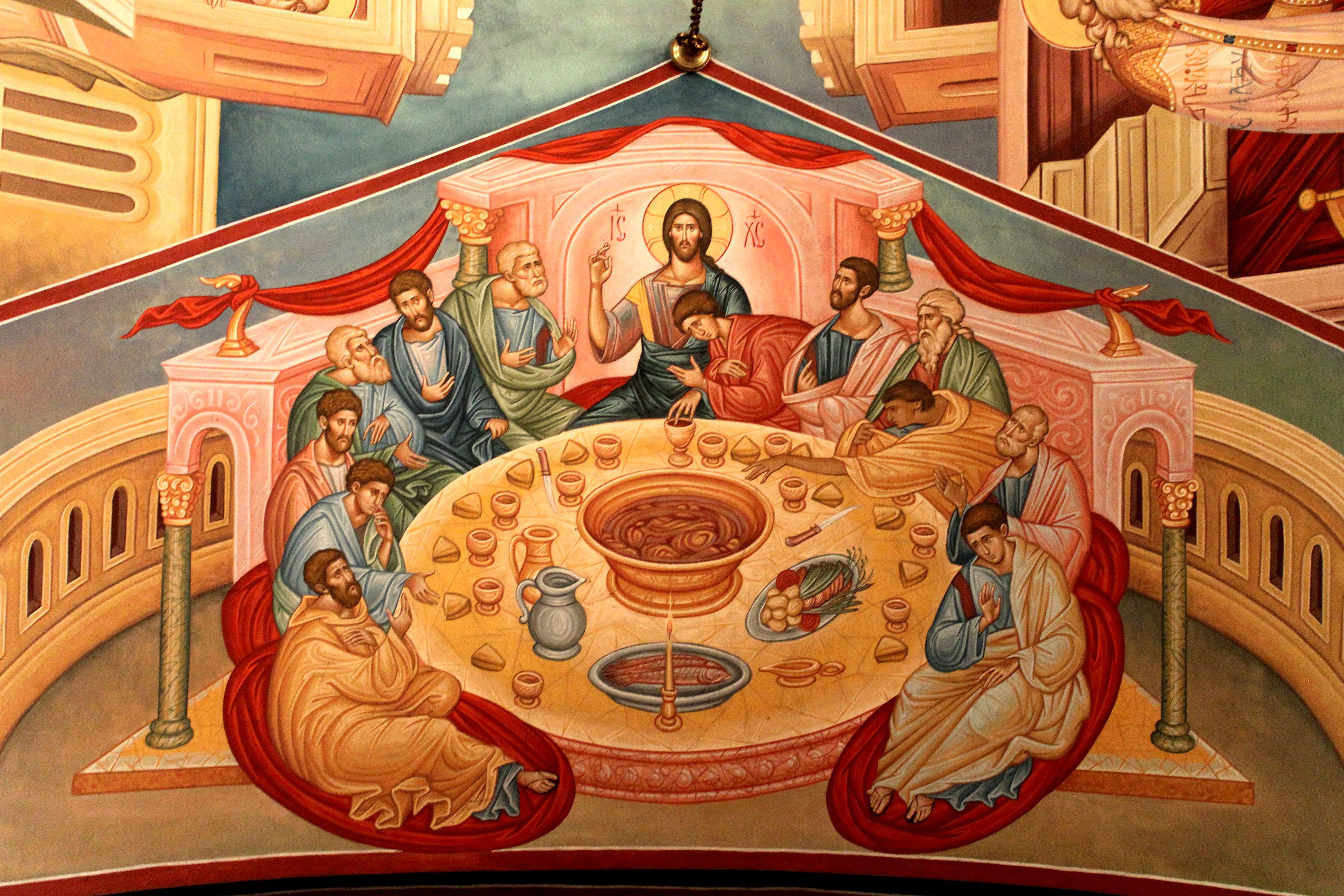
Målning föreställande Jesu sista måltid.